# ジャン・エミール・ラブルール
ジャン・エミール・ラブルール（Jean Émile Laboureur、1877年8月16日 - 1943年6月16日）はフランスの画家、版画家、イラストレーターである。

## 略歴
フランスの西部、ナントのブルジョアの家で生まれた。いとこに版画家のジュール・グランジョアン(Jules Grandjouan:1875-1968)がいる。1895年にパリにでて父親の望む法律学校に入学したが、それに馴染めず、文学や美術に転じた。私立美術学校の、アカデミー・ジュリアンに入学し、版画家のルペール(Auguste Lepère)に学び、1896年から木版画の出展を始めた。美術評論家のギヨーム・アポリネールや美術家のマリー・ローランサンやロートレックなどと知り合い、彼らの影響を受けた。
ドイツを旅した後、1904年にアメリカに渡った。1905年から1909年の間、アメリカに滞在し何度かアメリカやカナダで展覧会を開いた。1911年にはイギリス、イタリア、ギリシャ、トルコを旅した。1911年にパリで展覧会を開き、1912年からパリに住み、独自のスタイルの版画を製作した。1910年代の作品にはキュビズムの影響を受けた作品を製作した。
1923年にラウル・デュフィと美術団体、独立画家彫刻家協会(Société des peintres-graveurs indépendants)を創立した。

## 作品

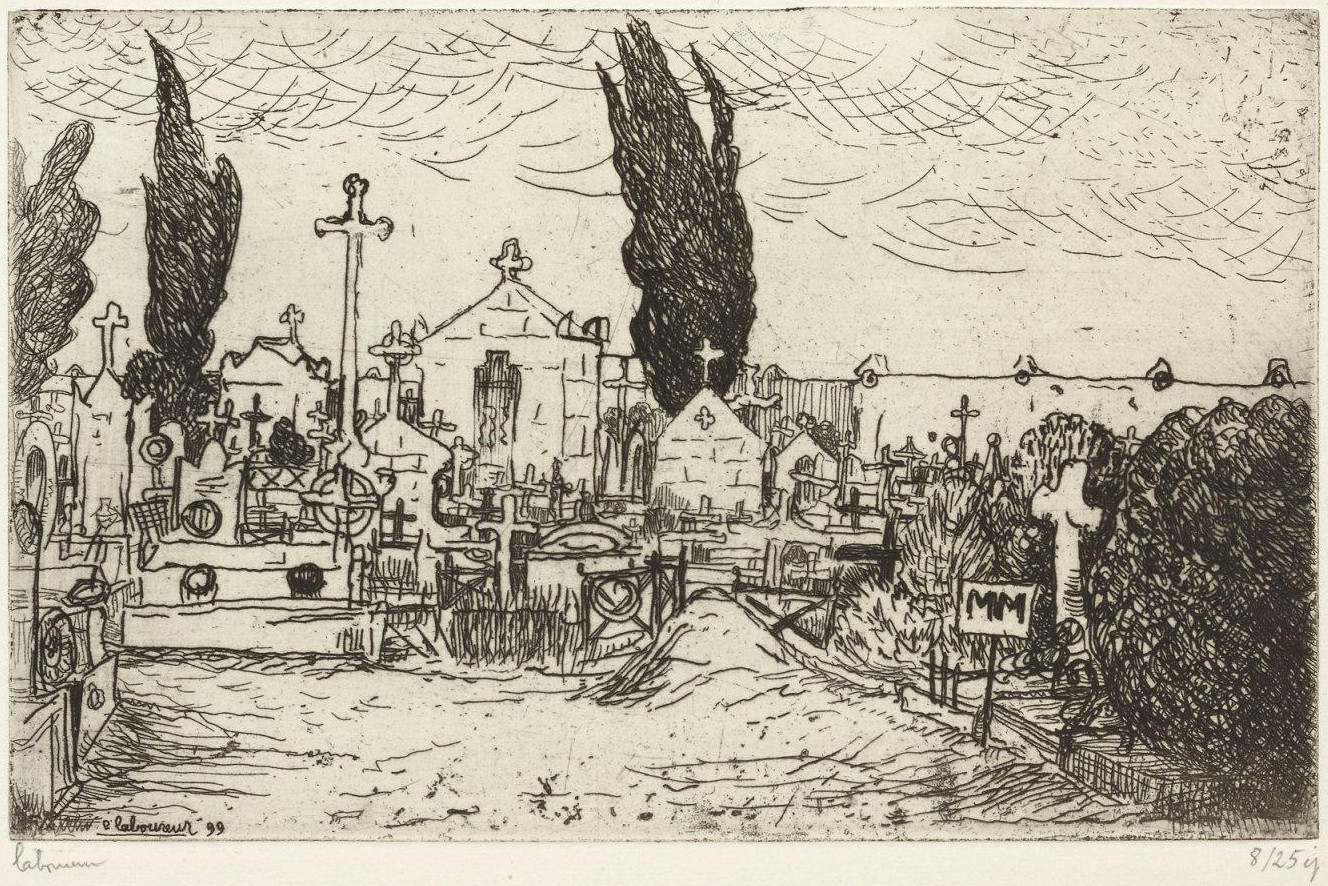
墓地' (1899)
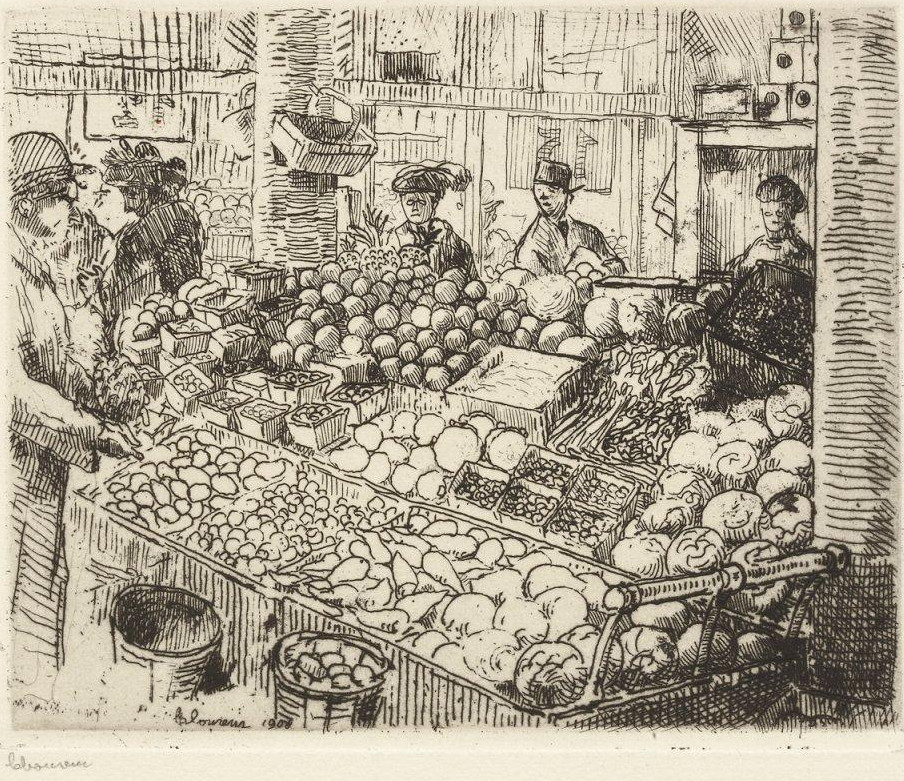
野菜市場 (New York, 1908).
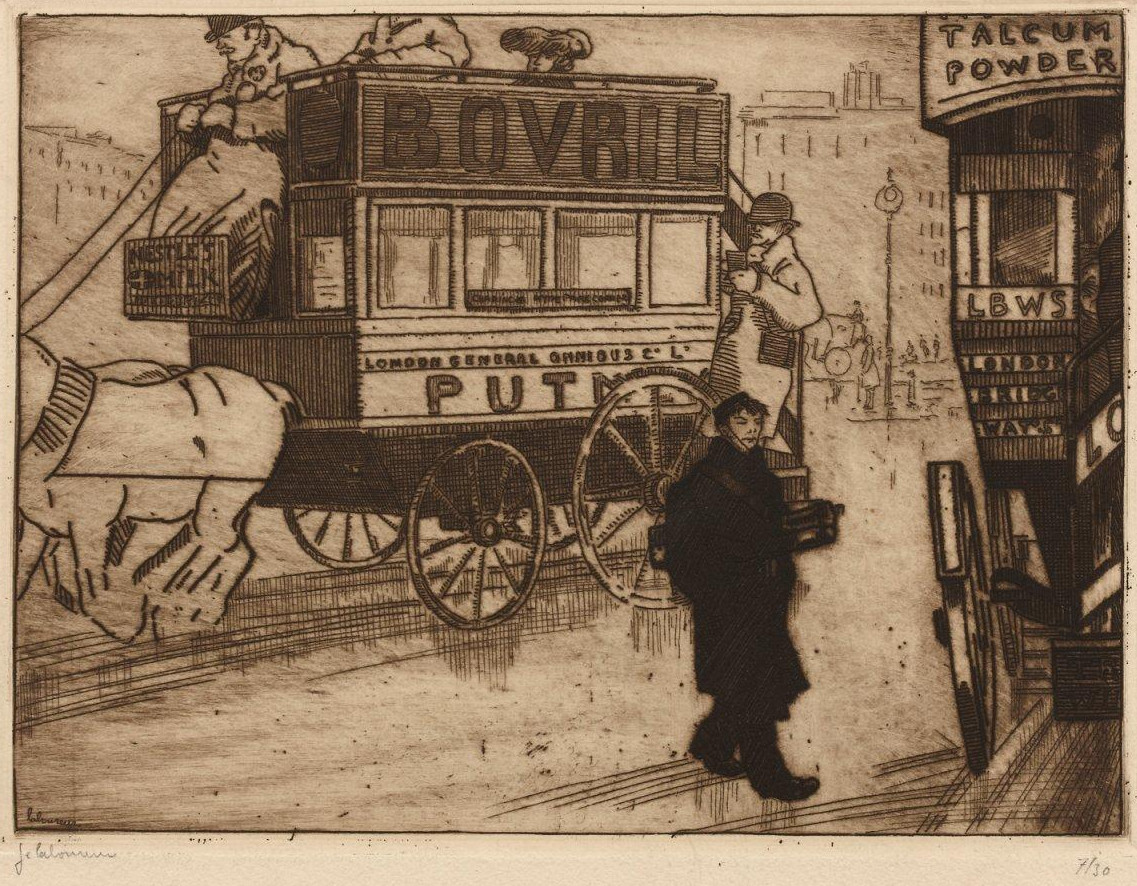
乗合馬車 (Londres, 1912)

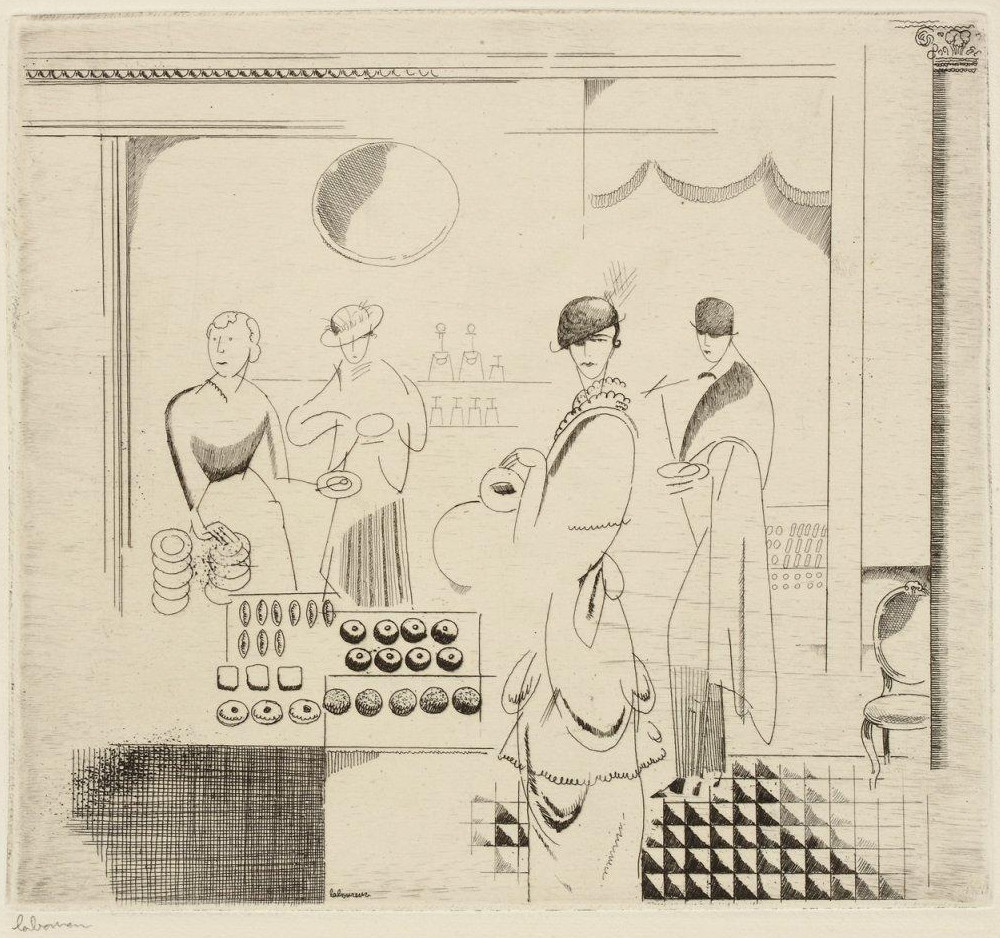
菓子店 (1914)
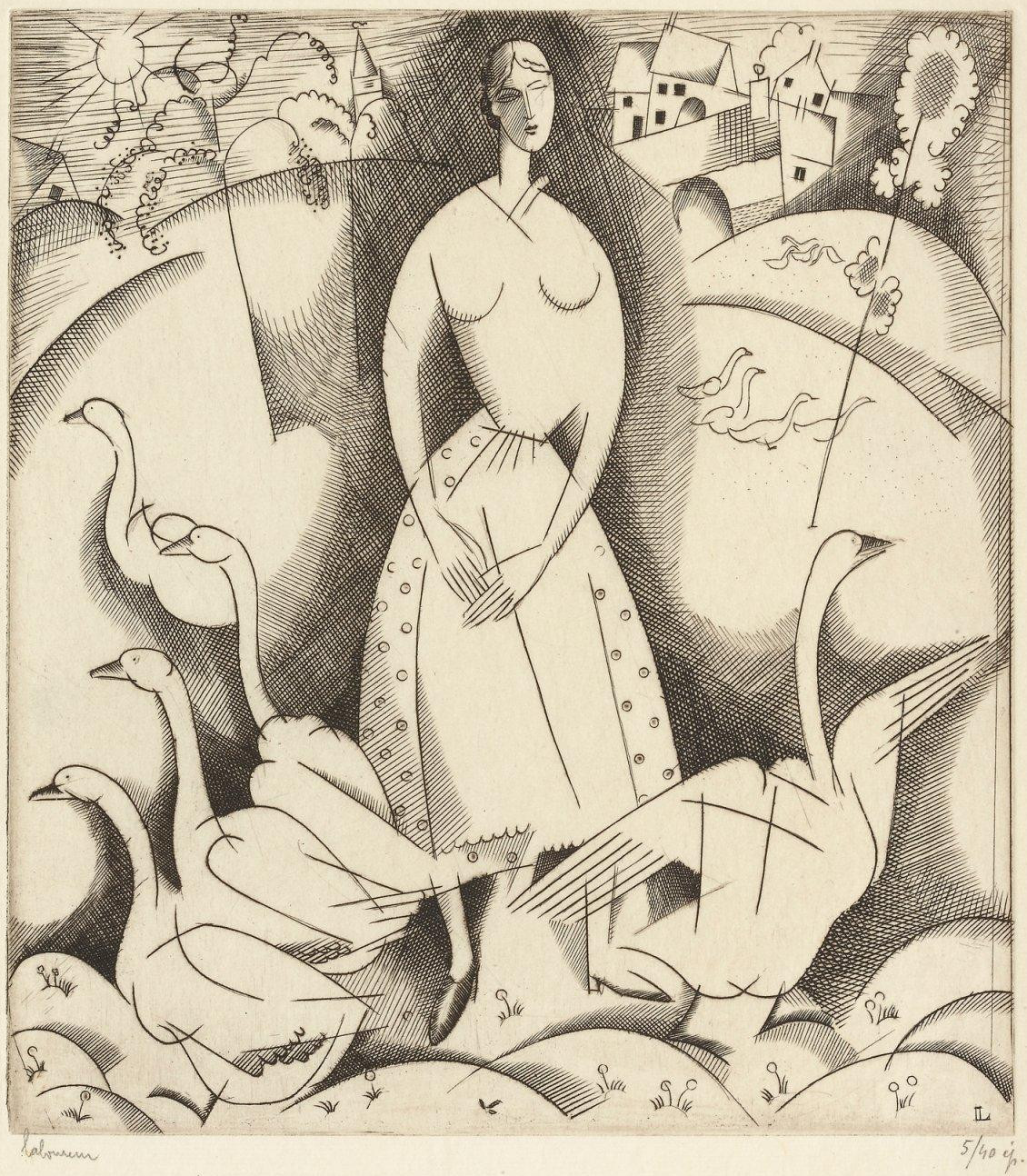
ガチョウと少女 (1916)
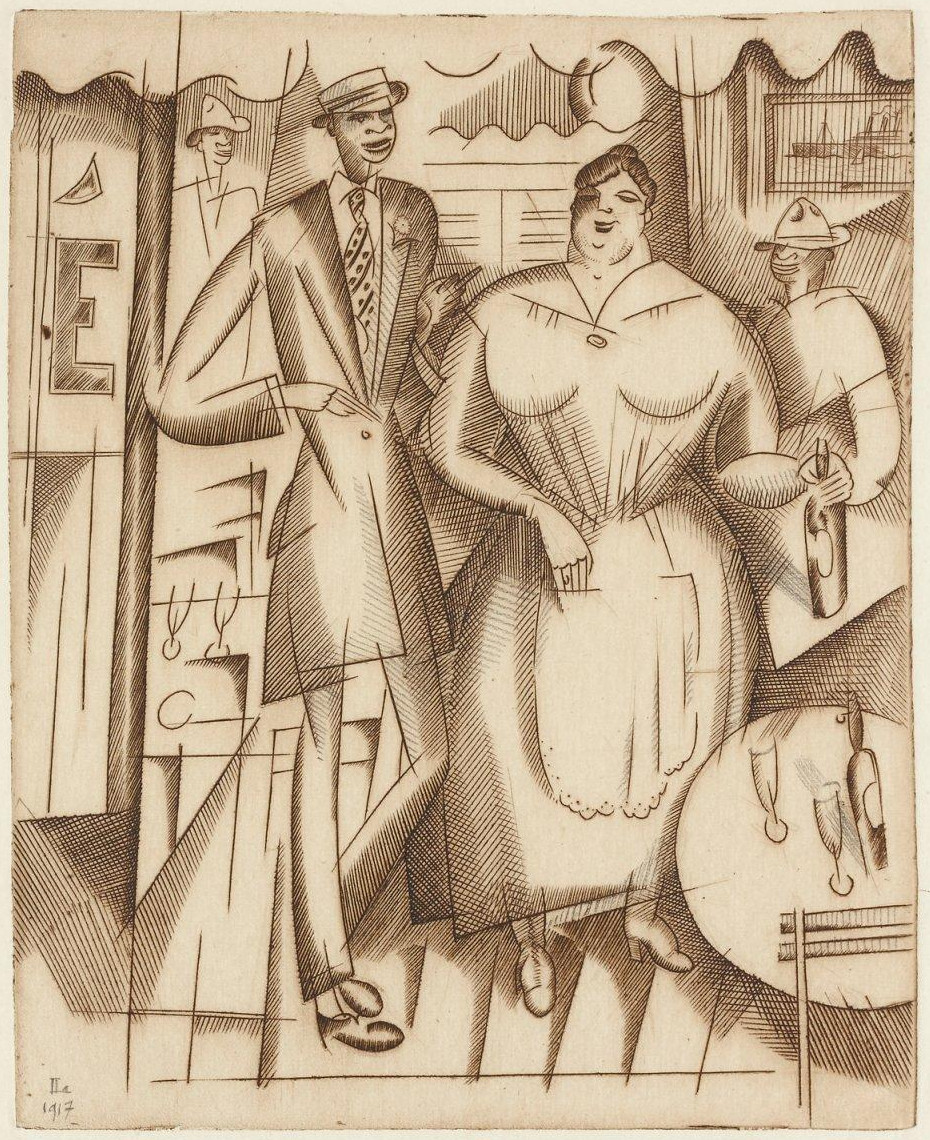
サンナゼールのアメリカ人 (1917)
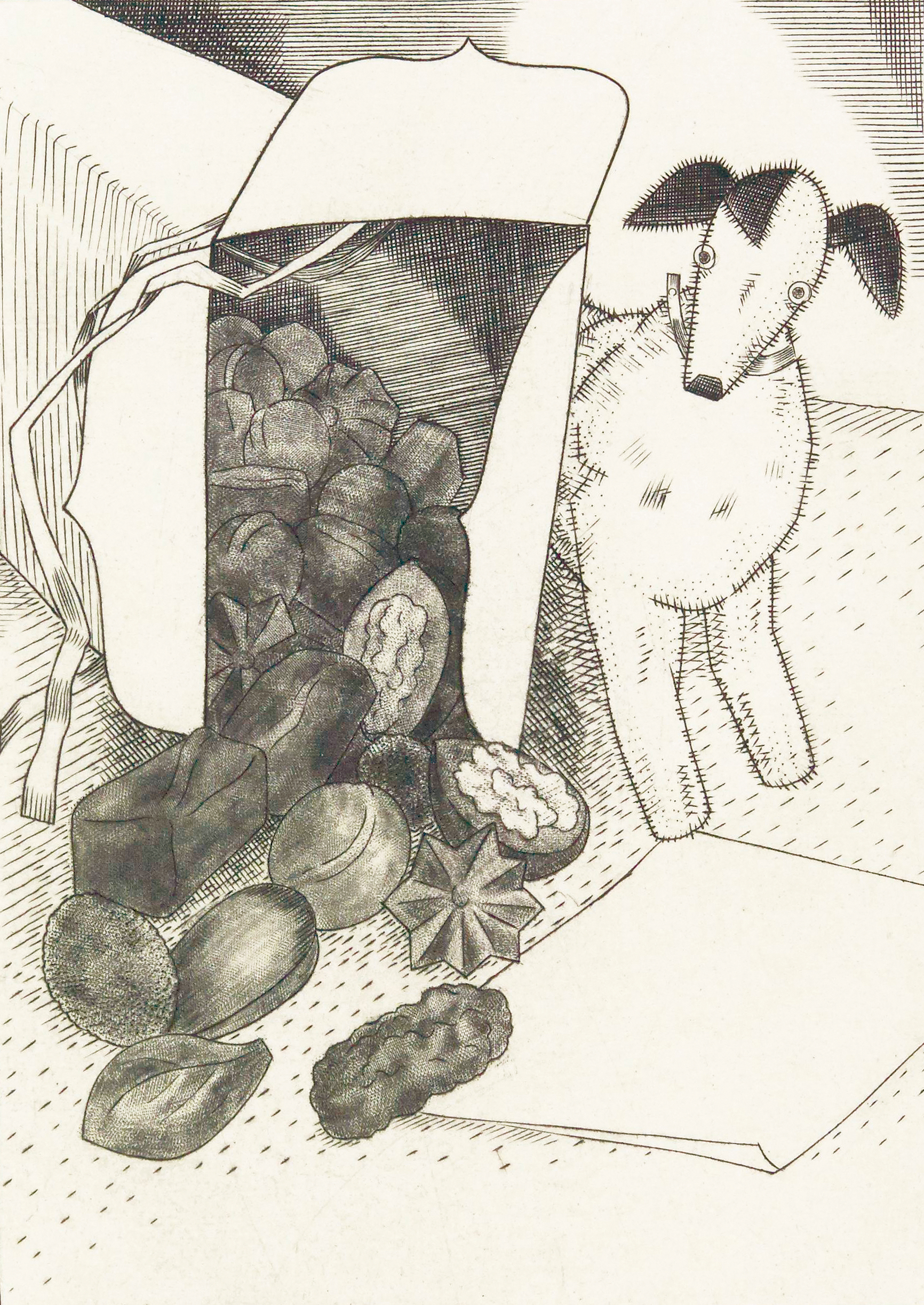
ぬいぐるみの犬とチョコレート (1929)

## 日本語文献
- 『バルビエ×ラブルール　アール・デコ、色彩と線描のイラストレーション』鹿島茂解説、小野寛子編、求龍堂、2012年